# Scilla-fok
A Scilla-fok (olasz nyelven Capo Scilla) a Messinai-szoros bejáratánál lévő fok, amely a szorost a Gioiai-öböltől elválasztja. Nevét az Odüsszeia tengeri szörnyéről, Szkülláról kapta. A területén Rhegium lakosai egy erődöt építettek a szoros védelme érdekében. Ezen romok napjainkban is láthatók. Körülöttük épült ki Scilla városa.